# Grumman F4F Wildcat

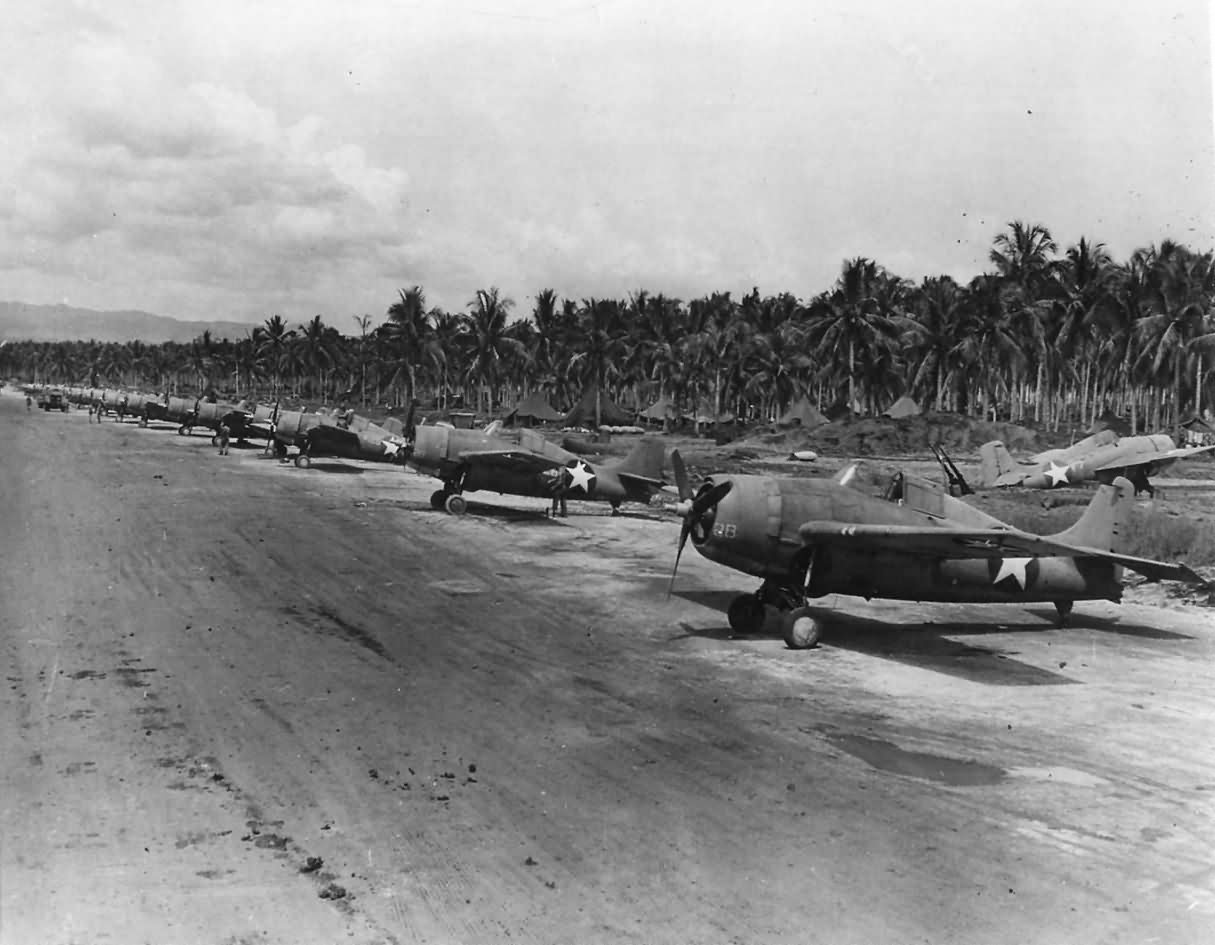
F4F-4 en pista durant les operacions a Guadalcanal, 1942.

El Grumman F4F Wildcat va ser un caça embarcat dissenyat als Estats Units i utilitzat durant la Segona Guerra Mundial tant per la Marina dels Estats Units com la Marina Britànica (amb la denominació de Martlet).
Va ser utilitzat per primer cop pels britànics a Europa i també va ser l'únic caça embarcat efectiu disponible pels Estats Units al teatre del Pacífic durant el 1941 i 1942. Tot i això es trobava en inferioritat de condicions contra el japonès Mitsubishi A6M Zero més ràpid, àgil i amb major autonomia. Tot i això el Wildcat era més resistent i els americans tenien unes tàctiques superiors, permetent que la ràtio de victòries/pèrdues fos favorable als americans: 5,9:1 el 1942.
Les lliçons apreses amb el servei en combat del Wildcat van ser aplicades després al més ràpid Grumman F6F Hellcat el qual va ser capaç de superar al caça japonès Zero en tots els aspectes excepte l'autonomia i el gir a altituds baixes. El Wildcat es va continuar fabricant durant la resta de la guerra per operar des de portaavions lleugers d'escorta incapaços d'encabir els models més avançats i pesants. La seva evolució fou l'FM-2 Wildcat, una versió més moderna i potent, que entrà a la producció en sèrie l'any 1943.

## Especificacions (F4F-3)

Visió esquemàtica de l'F4F Wildcat

Dades de The American Fighter
Característiques generals
- Tripulació: 1
- Longitud: 28 peus i 9 polzades
- Envergadura: 38 peus
- Alçada: 11 peus 10 polzades
- Pes carregat: 7.000 lb
- Motors: 1×  motor radial de doble disc de cilindres Pratt & Whitney R-1830-76, 1.200 cv

 Rendiment 
- Velocitat màxima: 531 km/h
- Abast: 845 milles
- Sostre de servei: 39.500 peus
- Ràtio d'ascens: 2.303 peus/min

Armament

- Metralladores: 4 metralladores M2 Browning de calibre 12,7 mm amb 450 cartutxos per arma
- Bombes: 2 bombes de 100 lliures (45 kg) i/o 2 dipòsits de combustible externs de 58 galons (220 L)